# Ritto
Rittō (Japans: 栗東市, Rittō-shi) is een stad in de prefectuur Shiga in Japan. De oppervlakte van de stad is 52,75 km² en begin 2009 had de stad ruim 63.000 inwoners.

## Geschiedenis
Rittō werd op 1 oktober 1954 een gemeente (chō) na de samenvoeging van de dorpen Haruta (治田村, Haruta-mura), Hayama (葉山村, Hayama-mura), Konze (金勝村, Konze-mura) en Taiho (大宝村, Taihō-mura), alle van het district Kurita.
Rittō werd op 1 oktober 2001 erkend als stad (shi)

## Verkeer
Rittō ligt aan de Tōkaidō-hoofdlijn (dit deel van de hoofdlijn wordt ook wel Biwako-lijn genoemd) en aan de Kusatsu-lijn van de West Japan Railway Company.
Rittō ligt aan de Meishin-autosnelweg en aan Autoweg 1 (richting Osaka en Nagoya) en autoweg 8.

## Stedenband
Rittō heeft een stedenband met
- Birmingham (Michigan) Verenigde Staten, sinds 1976
- Hengyang Volksrepubliek China, sinds 1992

## Aangrenzende steden
- Kōka
- Konan
- Kusatsu
- Moriyama
- Ōtsu
- Yasu

## Geboren in Rittō
- Yutaka Take (武 豊, Take Yutaka), jockey
- Masanori Morita (森田まさのり, Morita Masanori), mangaka